# Agrilus hastuliformis
Agrilus hastuliformis es una especie de insecto del género Agrilus, familia Buprestidae, orden Coleoptera.
Fue descrita científicamente por Novak, 2003.